# 千葉県道133号稲毛停車場穴川線
千葉県道133号稲毛停車場穴川線（ちばけんどう133ごう いなげていしゃじょうあながわせん）は、千葉県千葉市稲毛区稲毛東のJR稲毛駅前を起点とし、千葉県道134号稲毛停車場稲毛海岸線、千葉県道72号穴川天戸線との交点を経て、千葉市稲毛区穴川の国道126号との交点を終点とする一般県道である。

## 路線概要
- 起点：千葉市稲毛区稲毛東、JR稲毛駅前
- 終点：千葉市稲毛区穴川、国道126号交点

## 通過する自治体
- 千葉県
  - 千葉市（稲毛区）

## 重複するおもな道路
- 千葉県道134号稲毛停車場稲毛海岸線（起点 - 千葉市稲毛区稲毛東）

## 接続するおもな道路
- 千葉県道134号稲毛停車場稲毛海岸線（千葉市稲毛区稲毛東）
- 千葉県道72号穴川天戸線（千葉市稲毛区園生町）
- 国道126号（千葉市稲毛区穴川、終点）